# Fortune (album)
Pour les articles homonymes, voir Fortune.
Albums de Chris Brown
F.A.M.E.
(2011) X
(2013)
Singles
1. Strip
Sortie : 18 novembre 2011
2. Turn Up the Music
Sortie : 7 février 2012
3. Sweet Love
Sortie : 10 avril 2012
4. Till I Die
Sortie : 17 avril 2012
5. Don't Wake Me Up
Sortie : 18 mai 2012
6. Don't Judge Me
Sortie : 15 août 2012

Fortune est le cinquième album du chanteur de pop/R&B Chris Brown, disponible le 29 juin 2012. Cet album servira de premier Album pour Chris Brown dans son nouveau label RCA Records après la dissolution de JIVE en octobre 2011.

## Développement
Pendant un concert privé en avant première de la sortie du quatrième album studio de Chris Brown : F.A.M.E. , Breezy annonce à ses fans qu'il sortira un prochain album dans les six mois suivants, dixit, « C'est la première partie de F.A.M.E. ... Je reviendrai avec un nouvel album dans les 6 prochains mois. » Dans une interview à Rap-Up TV, le 2 septembre 2011, Kevin McCall révèle qu'il est en grosse collaboration avec Chris, et que cet album est pour le début de 2012, contrairement à ce qui était prévu normalement au début de mars. McCall dit, « L'album Fortune est déjà fait. Chris Brown pourrait annoncer 4 albums supplémentaires s'il le voudrait ... Mais cet album est superbe. Personnellement, je le préfère à F.A.M.E. » Le producteur David Banner annoncera le 20 septembre sur NeonLimeLight.com que l'album "ramènera les gens dans les clubs" et que "cet album va changer le regard qu'on les gens sur le R'n'B."
En janvier 2012, Brown confirme via Twitter que l'album inclura des titres dubstep. Il a été également publié que Fortune était dans sa phase finale d'enregistrement. De plus, Brown a travaillé dans les studios sur cet album avec Asher Roth, Wiz Khalifa, Will.i.am et Kid Sister. Le 20 janvier, Brown annonce que Nas apparaitra sur l'album. Dans une interview à MTV News, le producteur Harvey Mason, Jr., un des deux membres des the Underdogs, qui a écrit et produit « Turn Up the Music », en dit plus à propos de l'album, il dit « Fortune est l'évolution de F.A.M.E.. Il y a eu une véritable innovation dans cet album, on a pris des « pieces » aux autres genres musicaux et on les a assemblés à la Pop et au R'n'B, et je pense que c'est quelque chose de bien. »
http://www.arazik.net/modules/mytube/singlevideo.php?cid=140&lid=1860

## Singles
Le 27 octobre 2011, Brown a annoncé que le chef de file deux singles de l'album serait Strip et Biggest Fan. Toutefois, Strip n'était qu'un buzz single de l'album, et la sortie de Biggest Fan a été annulé. Strip a été publié en format numérique le 18 novembre 2011. Le premier single, Turn Up the Music, a été libéré en format numérique le 10 février 2012. À la suite de l'annulation de la Biggest Fan étant un single Sweet Love a été publié en format numérique avec Till I Die le 17 avril 2012. Don't Wake Me Up a été publié le 18 mai 2012.

### Fortune
| 1.  | Turn Up the Music                                       | 3:47 |
| 2.  | Bassline                                                | 3:58 |
| 3.  | Till I Die (avec Wiz Khalifa & Big Sean)                | 3:56 |
| 4.  | Mirage (avec Nas)                                       | 4:17 |
| 5.  | Don't Judge Me                                          | 4:00 |
| 6.  | 2012                                                    | 4:08 |
| 7.  | Biggest Fan                                             | 3:59 |
| 8.  | Sweet Love                                              | 3:19 |
| 9.  | Strip (avec Kevin McCall)                               | 2:47 |
| 10. | Stuck On Stupid                                         | 3:58 |
| 11. | 4 Years Old                                             | 3:49 |
| 12. | Party Hard / Cadillac (Interlude) (avec Sevyn Streeter) | 5:14 |
| 13. | Don't Wake Me Up                                        | 3:42 |
| 14. | Trumpet Lights (avec Sabrina Antoinette)                | 3:47 |
| 15. | Tell Somebody                                           | 4:04 |
| 16. | Free Run                                                | 4:01 |
| 17. | Remember My Name (avec Sevyn)                           | 3:39 |
| 18. | Wait for You                                            | 3:38 |
| 19. | Touch Me (avec Sevyn Streeter)                          | 3:37 |

## Certifications
| Pays              | Certification | Unités certifiées |
| ----------------- | ------------- | ----------------- |
| Australie (ARIA)  | Or            | 35 000            |
| États-Unis (RIAA) | Platine       | 1 000 000         |
| Royaume-Uni (BPI) | Or            | 100 000           |
| Suède (GLF)       | Or            | 20 000            |